# Lydia Pena París
Lydia Pena París (Barcelona, 28 de enero de 1959), también conocida como Lidia Pena, es una exjugadora de balonmano y squash. 

## Trayectoria
Comenzó a practicar balonmano a los 16 años y formó parte del Rancho Castelldefels entre 1976 y 1987,año en el que el equipo sufrió el Castelledefels sufrió importantes bajas como Ángeles Casafont, Cristina Gómez, Teresa Anducas y la propia Pena. Capitaneó al equipo catalán al final de su carrera.
En 1980, junto a su equipo, se proclamó campeona de la primera edición de la Copa de la Reina, venciendo en la final al Iber Valencia con otras grandes jugadoras como Carme Rams, Mamen Celarain o Ángeles Casafont. Además, consiguió dos subcampeonatos en la Liga Española de Balonmano, en las temporadas 1979-80 y 1980-81.
A nivel internacional, Lydia Pena fue convocada para representar a la selección española de balonmano, con la que jugó en 41 ocasiones. Uno de sus logros más notables fue la medalla de plata obtenida en los Juegos Mediterráneos de 1979, uno de los primeros éxitos de la historia del balonmano español. Compitió en el Mundial B de Polonia en 1983.
Tras su etapa como jugadora, también ejerció como entrenadora, guiando a equipos juveniles y cadetes en competencias tanto a nivel catalán como estatal. Su influencia en el deporte no se detuvo allí, ya que posteriormente decidió probar suerte en el squash, donde también consiguió resultados notables, ganando dos Campeonatos de Cataluña y formando parte de la selección española de este deporte.

### Squash
Tuvo una segunda etapa como deportista de élite en el squash. Llegó a la selección absoluta y se retiró tras la no entrada del squash como deporte de exhibición en los Juegos Olímpicos de Barcelona'92. 

## Palmarés y logros

### De clubes
- 1 x Copa de la Reina de balonmano (1981)
- Subcampeona de la Liga Española de Balonmano (1979/80, 1980/81)

### Con la selección
- 1 x  Medalla de plata en los Juegos Mediterráneos (1979)

### Squash
- 2 x Campeonato de Cataluña de Squash
- Campeona de España por selecciones[8]
- Miembro de la selección española de squash[9]

### Galardones
- Medalla e Insignia de Plata de la Real Federación Española.[10]
- Medalla e Insigina de Oro de la Federación Catalana de Balonmano.[11]

## Carrera como dirigente
Es conocida tanto por su carrera deportiva como por su labor en la gestión deportiva, formando parte de la Federación Catalana de Balonmano. Actualmente, Lydia Pena ocupa el cargo de vicepresidenta de la Federación Catalana de Balonmano, un rol que refleja su compromiso con el deporte, ahora desde la faceta de gestión y dirección.Desde el 2020 forma parte de la junta directiva de la RFEBM, como vocal, que dirige Paco Blázquez.

## Datos biográficos
En el ámbito académico, Lydia Pena se licenció en Ciencias de la Actividad Física y del Deporte en el INEFC en 1993. Tras su retirada de las competiciones, se dedicó profesionalmente a la gestión deportiva.
Es madre de la jugadora de balonmano Ona Vegué, que conmemora a su madre llevando el mismo dorsal que llevaba ella, el 14.Fue esposa de Juan Martínez Salles, médico especialista en medicina deportiva, jugador de balonmano y entrenador del Castelldefels femenino en el que militó Pena.
- Datos: Q105816160